# Камені Іки

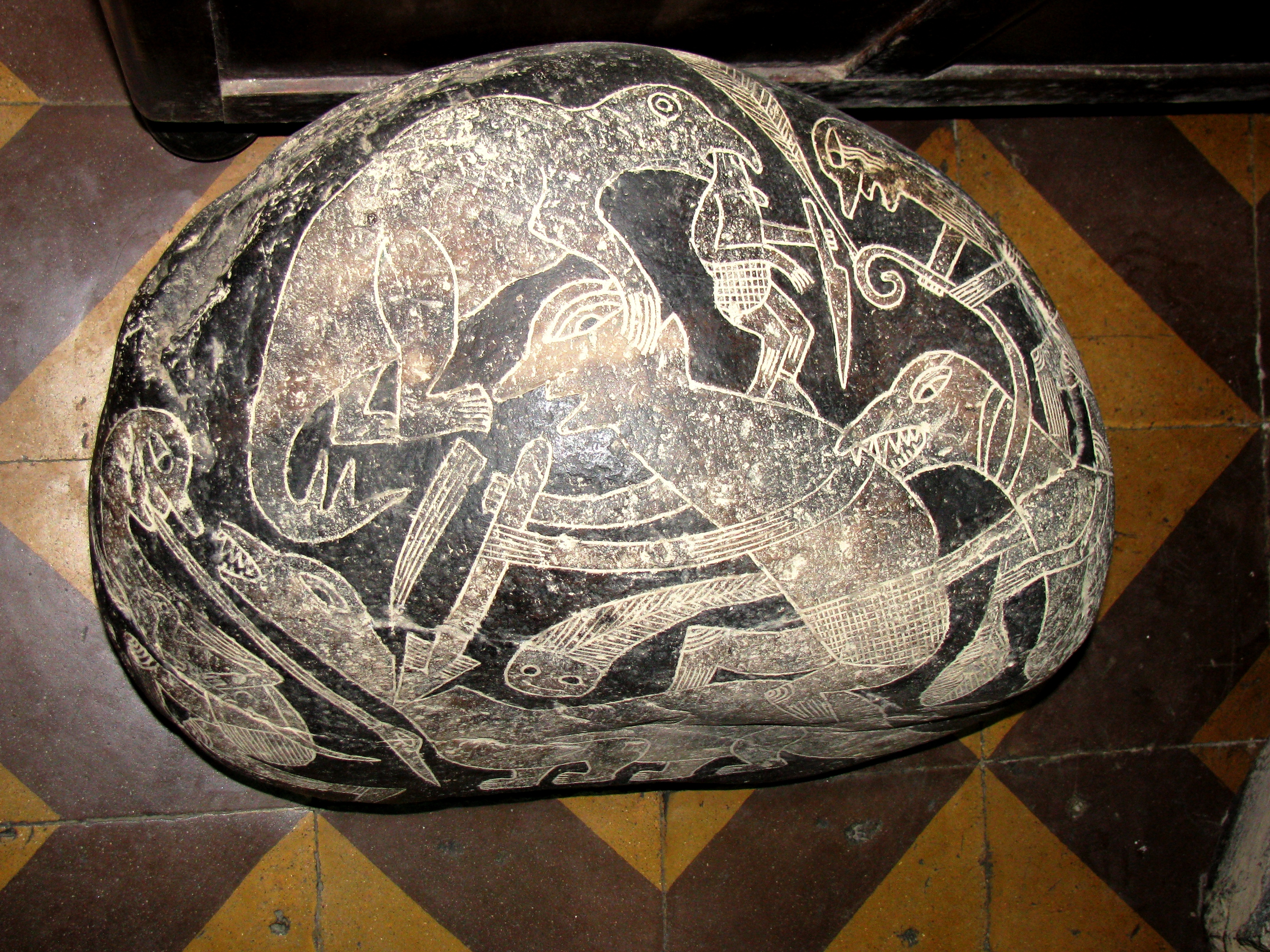
Камінь із зображенням битви людей з динозаврами

Камені Іки — колекція андезитових каменів, зібрана в провінції Іка в Перу, на яких зображені сцени життя стародавніх людей поряд із динозаврами. Здебільшого ці камені визнані як підробки.

## Характеристики
Розміри і вага каменів різна. Маленькі — 15-20 грамів, а найбільші досягають ваги до тонни при висоті 1,5 метри. Найбільш поширений розмір відповідає кавуну. Колір каменів переважно чорний, але зустрічаються сірі, бежеві та рожеві.
На каменях вишкрябано зображення в стилях культур паракас, наска, тіуанако чи інків, а також у стилях, які неможливо однозначно визначити. Серед зображень є сцени сусідства людей з динозаврами, виконання медичних операцій та використання складних пристроїв; а крім того зображення квітів, риб міфологічних чудовиськ. Інші камені містять геометричні зображення та символи, які відповідають відомим петрогліфам і геогліфам, як-от у пустелі Наска. Всього зібрано понад 15 тис. таких каменів.
Незважаючи на те, що деякі люди вважають, нібито камені Іки мають давнє походження, доказів цього не знайдено. Визначити реальний вік каменів також неможливо, оскільки на них відсутня органіка, а місце розташування печери, де вони нібито були знайдені, тримається в секреті. Можливо, деякі камені представляють собою зразки доколумбового мистецтва, проте більшість з них визнаються сучасною підробкою. Також можливо, що спочатку було знайдено кілька дійсно стародавніх каменів з малюнками. Надалі вони послугували зразками для виготовлення серій підробок.

## Історія каменів Іки

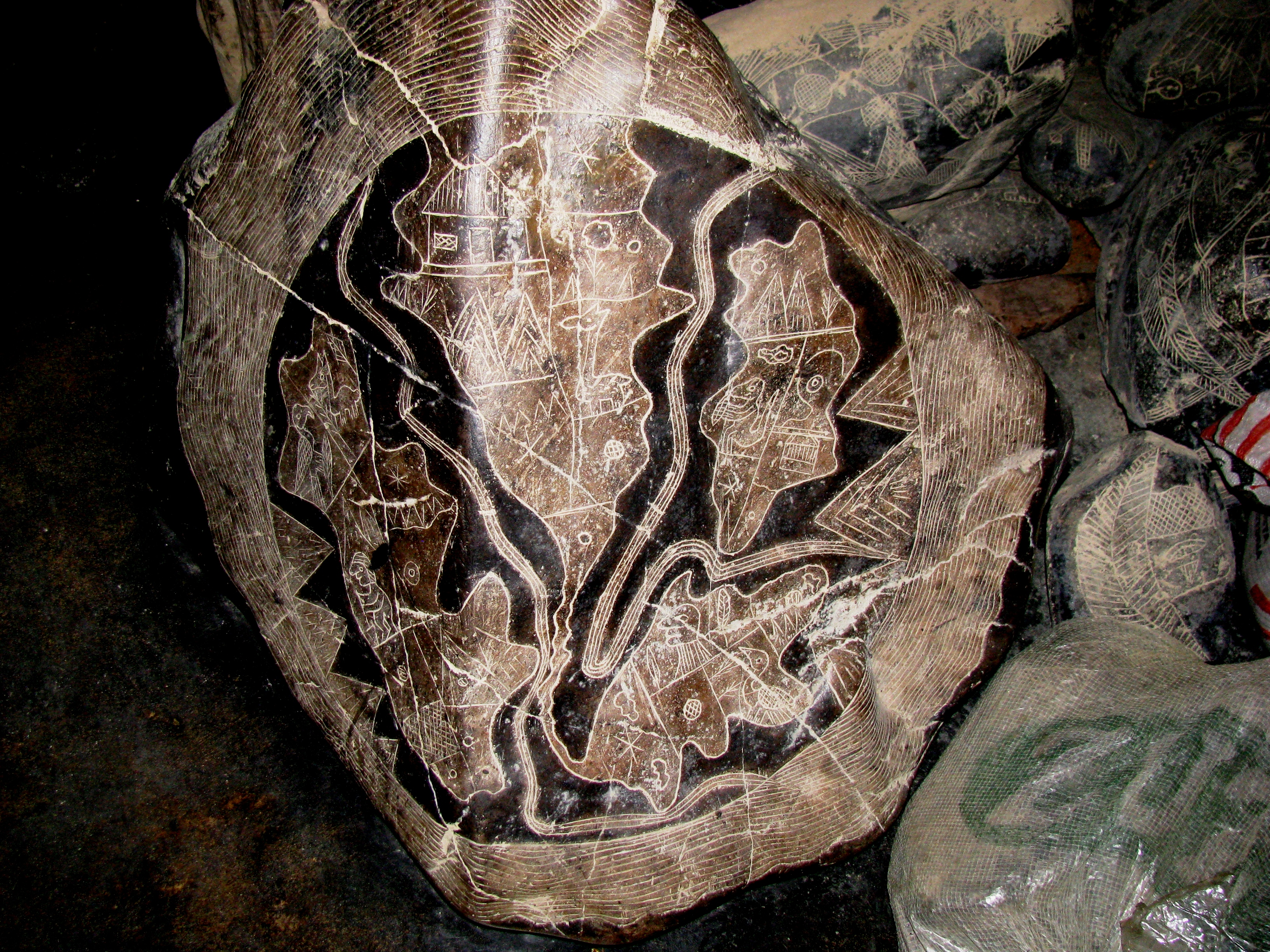
Зображення на одному з каменів, яке вважається деякими ентузіастами картою Північної (угорі в центрі) і Південної Америк (внизу в центрі), та втрачених континентів Му (ліворуч) і Атлантиди (праворуч)

### Брати Сольді
Сучасна історія каменів Іки розпочалася на початку 60-х років XX століття, коли вони з'явилися на чорному антикварному ринку Перу. Їхніми постачальниками стали професійні мисливці за старовиною, так звані «уакейрос» (huaqueros).
Першими відомими колекціонерами вважаються брати Карлос і Пабло Сольді (Carlos & Pablo Soldi) і архітектор Сантьяго Агурто Кальво (Santiago Agurto Calvo). Цікаво, що архітектор Кальво, щоб переконатися в непідробності каменів, в 1966 році самостійно займався розкопками в районі Окукахе, містечка за 40 км від Іки, де камені зустрічаються особливо часто. Зрештою, він виявив два примірники в похованнях доіспанських культур.

### Хав'єр Кабрера

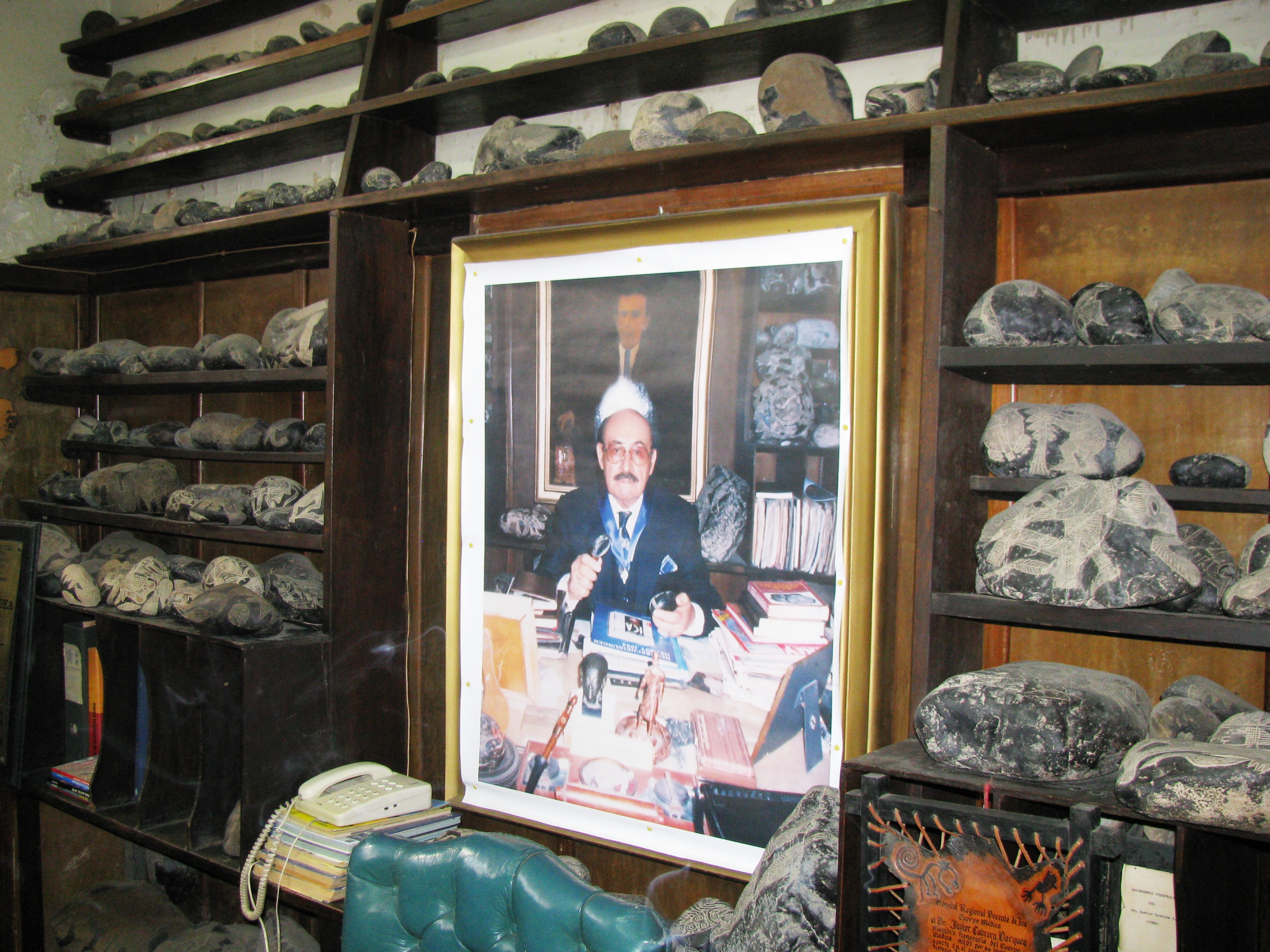
Робочий кабінет і портрет Хав'єра Кабрери в музеї каменів в Іці

Камені Іки зробив по-справжньому відомими Хав'єр Кабрера (Dr. Javier Cabrera). Професор медицини, декан медичного факультету в Університеті Ліми, засновник медичної школи в Національному університеті Іки і засновник Музею каменів Іки, доктор Кабрера (1924—2001) був прямим нащадком іспанського конкістадора дона Херонімо Луїса де Кабрера і Толедо, що заснував в 1563 році місто Іку.
За словами Хав'єра Кабрери, свій перший камінь він отримав як подарунок на 42-й день народження, в 1966 році. Він стверджує, що на ньому була зображена викопна риба. А початок колекції покладено в 1967 році покупкою за 45 доларів США 341 подібного екземпляра у братів Сольді. Вони стверджують, що виявили свої перші камені в 1955 році при розкопках стародавніх поховань і сподівалися зацікавити археологічне співтовариство, але з цього нічого не вийшло і інтерес згас.
Кабрера виявив закономірність в системі зображень на каменях. На його думку, зображення групуються в серії від 6 до 200 каменів, що утворюють ніби кам'яну бібліотеку. У кожному сюжеті змінюється (збільшується) розмір каменів, а також спосіб нанесення зображення: починаючи від гравіювання, закінчуючи технікою низького рельєфу.
Колекція Кабрери налічує близько 11 тис. експонатів. Третина зображень містять еротичні сцени, широко поширені в культурі народів Анд. Також на камені нанесені сюжети про пересадку органів, спостереження небесних тіл, полювання, життя тварин, включаючи, динозаврів, подібно відомому «профілю стегозавра» на колоні храму Та-Пром (1186) в камбоджійському Ангкор-Тхомі.
У 1996 році Кабрера відкрив «Музей гравірованих каменів» (ісп. Museo de Piedras Grabadas) розташований на Арсенальній площі в центрі міста Іка, в якому зберігається його колекція.

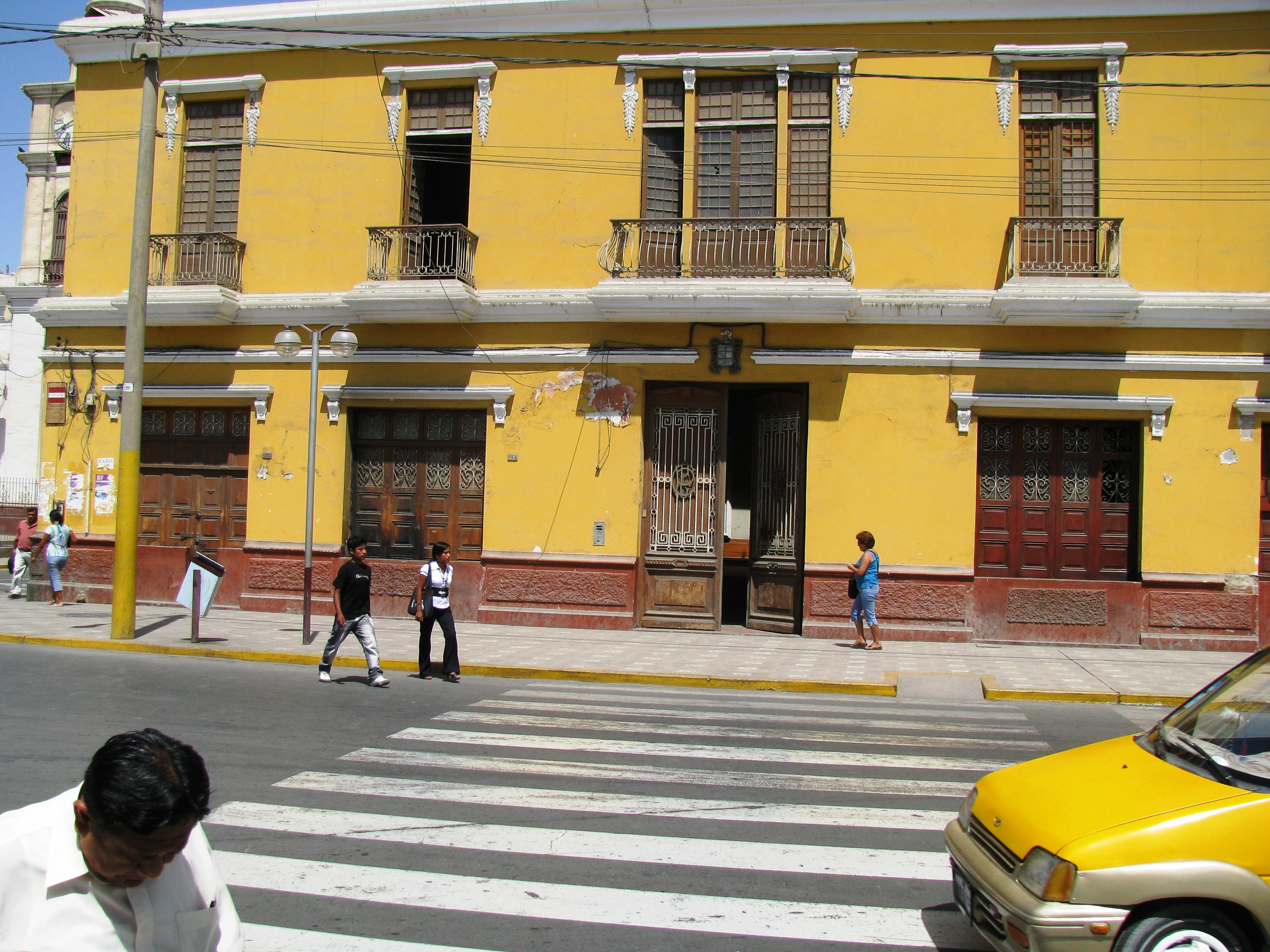
Музей Кабрери в Іці

## Розміщення колекцій каменів Іки
Колекція доктора Кабрери є найбільшим зібранням каменів Іки, але не єдиним. Вони зберігаються також у Військово-морському музеї Кальяо (Callao Naval Museaum), більш ніж сотнею примірників володіє Регіональний музей міста Іки (Regional Museaum of Ica), більше чотирьох сотень штук належить Перуанському музею аеронавтики (Peruvian Aeronautical Museaum), існує ряд приватних колекціонерів у різних частинах світу.

## Питання автентичності

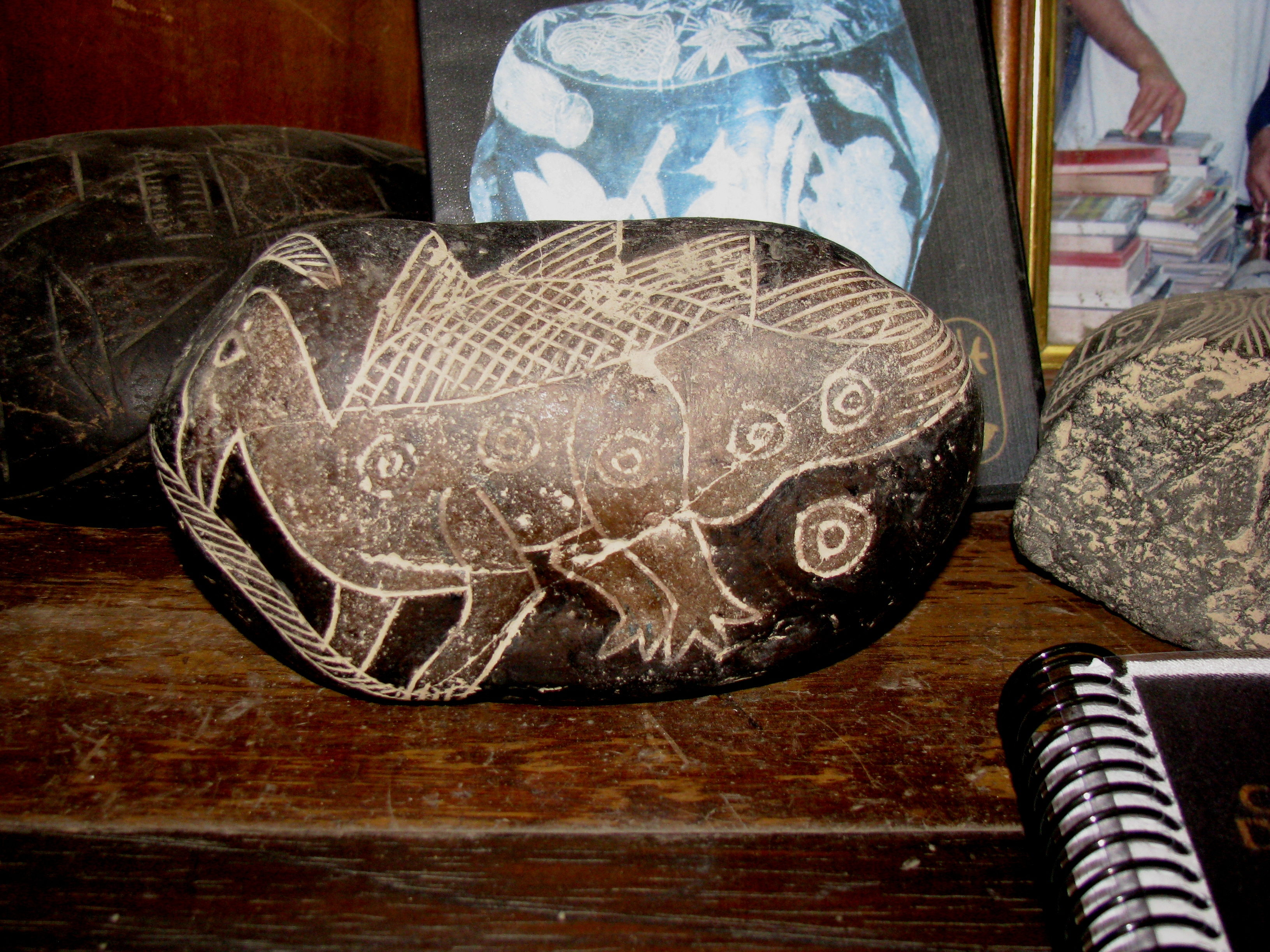
Диплодок, що виношує яйця

На підтримку думки про справжність каменів Іки стверджується, що спочатку, в 60-80 роках, камені продавалися дуже дешево, що ніяк не окуповує витрат на їх виготовлення. Стверджується, що на каменях зображені диплодоки з трикутними кістковими пластинами (подібними тим, які були у стегозаврів), наявність яких встановлено лише на початку 90-х років, тобто пізніше появи цих каменів. На деяких малюнках простежується біологічний цикл розвитку таких ящерів. Для виготовлення десятків тисяч існуючих каменів Іки потрібні б промислові масштаби заготівлі та виробництва малюнків, що не могло б залишитися непоміченим.
Поборці кличуть авторами зображень на каменях фермера Базиліо Ушуя та його дружину, які брали за зразки зображення динозаврів у книгах. Інші місцеві жителі продовжують виготовляти ці гравіровані камені. Зважаючи на велику кількість каменів, цілком можливо, що деякі з них є справжніми зразками перуанського доколумбового мистецтва, але деякі підроблені.
Англійський історик Кіт Джон Фіцпатрік-Метьюз писав, що оскільки динозаври на каменях Іки показані як незграбні тварини, що волочать свій хвіст по землі (як їх уявляли в середині XX ст.), то принаймні такі зображення точно фальшиві.
Згідно зі «Словником скептика», «Історія Кабрери не має правдоподібності, хоча в ній є певний шарм». Місцеві шахраї знають про ринок «заборонених» старожитностей і історія про камені Іки знайшла декілька авдиторії, які, втім, суперечать одна одній в поясненнях причин появи зображень. В усякому разі, якщо там показано людей поряд із динозаврами, то «розумна людина повинна зробити висновок, що камені є обманом».
Камені Іки неодноразово використовувалися як аргумент до концепції креяціонізму, свідчення того, що історія світу коротша, ніж це слідує з наукових даних. Однак, у міру зростання сумнівів у автентичності каменів Іки, багато креаціоністів перестали посилатися на них.

### Ресурси Інтернету
- Галерея фотографій з музею Каменів в Іці[недоступне посилання з квітня 2019]
- J.J. Benítez  ¿Existió otra humanidad?[недоступне посилання з липня 2019] (ісп.)
- А. Дмитрієв  Камені Іки [Архівовано 8 квітня 2010 у Wayback Machine.] // «Аргументи і факти», № 17 (41) від 7 вересня 2004
- Камені Іки [Архівовано 17 квітня 2022 у Wayback Machine.] на Youtube
- Д / ф «Людина епохи динозаврів» [Архівовано 14 березня 2014 у Wayback Machine.] з циклу «Слідами таємниці» («Культура», 2013)
- Las Piedras Grabadas de Ica, Ocucaje [Архівовано 18 лютого 2012 у Wayback Machine.] (англ.)